# António Costa
António Luís Santos da Costa (ur. 17 lipca 1961 w Lizbonie) – portugalski polityk i prawnik, minister, poseł i eurodeputowany. Od 2007 do 2015 burmistrz Lizbony, w latach 2014–2024 sekretarz generalny Partii Socjalistycznej, w latach 2015–2024 premier Portugalii, od 2024 przewodniczący Rady Europejskiej.

## Życiorys
Syn pisarza Orlanda da Costy, pochodzącego z Goa. Studiował na wydziale prawa Uniwersytetu Lizbońskiego. W młodości zaangażował się w działalność Partii Socjalistycznej. Staż zawodowy odbywał w biurze późniejszego prezydenta Portugalii Jorge Sampaio. W latach 80. kierował organizacją studencką oraz jej organem prasowym. Zawodowo praktykował jako adwokat.
Zasiadał w radzie miejskiej Lizbony, a od 1991 sprawował mandat posła do Zgromadzenia Republiki. W rządach socjalistów pełnił funkcję sekretarza stanu ds. parlamentarnych (1995–1997), następnie w do 1999 ministra ds. parlamentarnych. Później do 2002 był ministrem sprawiedliwości. Po odejściu z rządu kierował frakcją deputowanych Partii Socjalistycznej.
W wyborach w 2004 uzyskał mandat posła do Parlamentu Europejskiego. Był członkiem Grupy Socjalistycznej i wiceprzewodniczącym PE. W 2005 zrezygnował z zasiadania w Europarlamencie w związku z objęciem urzędu ministra stanu oraz ministra administracji i spraw wewnętrznych w gabinecie José Sócratesa.
Z administracji rządowej odszedł w 2007 w związku z wyborem na stanowisko burmistrza Lizbony. Reelekcję uzyskał w 2009. W 2014 został liderem portugalskich socjalistów. Urząd burmistrza portugalskiej stolicy sprawował do kwietnia 2015, gdy zrezygnował, by skupić się na prowadzeniu kampanii wyborczej. W wyborach w październiku tego samego roku socjaliści ulegli centroprawicowej koalicji, António Costa uzyskał natomiast mandat posła do Zgromadzenia Republiki.
Lider socjalistów odmówił wsparcia mniejszościowego rządu Pedra Passosa Coelho. Sam uzyskał wsparcie ze strony ugrupowań eurosceptycznych i komunistycznych – Bloku Lewicy oraz Unitarnej Koalicji Demokratycznej, z którymi przegłosował wotum nieufności dla gabinetu centroprawicy. 24 listopada został desygnowany na urząd premiera, a dwa dni później zaprzysiężony wraz z ministrami swojego mniejszościowego rządu.
W wyborach w 2019 ponownie został wybrany do parlamentu; kierowani przez niego socjaliści odnieśli wówczas wyborcze zwycięstwo. 8 października, dwa dni po wyborach, otrzymał od prezydenta misję sformowania nowego gabinetu. Niespełna dwa tygodnie później przedstawił ostateczną listę kandydatów na ministrów i sekretarzy stanu. 26 października doszło do zaprzysiężenia członków jego mniejszościowego rządu, który rozpoczął tym samym funkcjonowanie.
W styczniu 2022, kilka miesięcy po odrzuceniu przez parlament projektu budżetu, odbyły się przedterminowe wybory. António Costa uzyskał poselską reelekcję, a jego ugrupowanie zdobyło samodzielną większość w Zgromadzeniu Republiki. W marcu tegoż roku został formalnie zaprzysiężony na stanowisku ministra spraw zagranicznych w swoim drugim rządzie, gdy Augusto Santos Silva przeszedł do pracy w parlamencie. Pełnił tę funkcję do 30 marca 2022, kiedy to prezydent dokonał zaprzysiężenia członków jego trzeciego gabinetu.
António Costa 7 listopada 2023 podał się do dymisji z funkcji premiera, motywując to informacją o planowanym objęciu go postępowaniem w sprawie korupcyjnej; zaprzeczył jednocześnie, by popełnił tego typu przestępstwo. Decyzja ta skutkowała rozpisaniem na marzec 2024 przedterminowych wyborów parlamentarnych. W listopadzie 2023 przejął dodatkowo wykonywanie obowiązków ministra infrastruktury. W grudniu 2023 na nowego sekretarza generalnego socjalistów został wybrany Pedro Nuno Santos, funkcję tę przejął od Antónia Costy w następnym miesiącu. Polityk nie ubiegał się o mandat poselski. 2 kwietnia 2024 na urzędzie premiera zastąpił go lider Partii Socjaldemokratycznej Luís Montenegro.
27 czerwca 2024, kilkanaście dni po wyborach do Parlamentu Europejskiego, António Costa został uzgodnionym kandydatem na nowego przewodniczącego Rady Europejskiej. Urzędowanie na tym stanowisku rozpoczął 1 grudnia tego samego roku.

## Odznaczenia
- Krzyż Wielki Orderu Infanta Henryka[21]
- Komandor Orderu Rio Branco (2014, Brazylia)[22]
- Krzyż Wielki Orderu Zasługi (2010, Chile)[22]
- Order Krzyża Ziemi Maryjnej III klasy (2010, Estonia)[22]
- Wielka Wstęga Orderu Świętego Skarbu (2015, Japonia)[22]
- Krzyż Wielki Orderu „Za Zasługi dla Litwy” (2010, Litwa)[22]
- Krzyż Wielki Orderu Zasługi (2009, Norwegia)[22]
- Krzyż Komandorski z Gwiazdą Orderu Odrodzenia Polski (2012)[23]
- Krzyż Komandorski z Gwiazdą Orderu Zasługi Rzeczypospolitej Polskiej (2008)[24]
- Krzyż Wielki Orderu Świętego Grzegorza Wielkiego (2010, Watykan)[22]
- Krzyż Wielki Orderu Pro Merito Melitensi (2010)[22]